# 1873 a jogalkotásban
1873-ban az alábbi jogszabályokat alkották meg:

## Magyarország

### Törvények
- 1873. évi I. törvénycikk A Németországgal 1872. évi május 7-én kötött postaszerződésről
- 1873. évi II. törvénycikk A kiszolgált altisztek alkalmazásáról
- 1873. évi III. törvénycikk Ő császári és apostoli királyi Felsége legmagasabb udvartartási költségeinek felemeléséről
- 1873. évi IV. törvénycikk  A Belgiummal 1853. évi július 16-án a közönséges büntettesek kölcsönös kiadatása iránt kelt államszerződés, valamint az ennek alapján 1857. évi márczius 18-án kelt első pótegyezmény kiegészitéseül 1872. évi deczember 13-án kelt második pótegyezmény tárgyában
- 1873. évi V. törvénycikk Az 1873. év első negyedében viselendő közterhekről és fedezendő államkiadásokról szóló 1872. évi XXXI. törvénycikk hatályának 1873. évi ápril 30. napjáig kiterjesztése iránt
- 1873. évi VI. törvénycikk A házadóról szóló 1868. évi XXII. tc. hatályának meghosszabbitásáról és némely rendeletének módositásáról
- 1873. évi VII. törvénycikk A jövedelemadóról szóló 1868. évi XXVI. tc. hatályának meghosszabbitásáról és némely rendeletének módositásáról
- 1873. évi VIII. törvénycikk A személyes kereseti adóról szóló 1868. évi XXIV. és XXXIV. törvénycikkek hatályának meghosszabbitásáról és az ez adóra nézve gyakorlatban lévő szabályok némely rendeletének módositásáról
- 1873. évi IX. törvénycikk A bélyeg és illetékek, valamint a dijak iránt fennálló szabályok és az 1868. XXIII. törvénycikk hatályának meghosszabbitásáról és azon szabályok némely rendeletének módositásáról
- 1873. évi X. törvénycikk Az ország szent koronája egyik őrének megválasztásáról
- 1873. évi XI. törvénycikk Baja és Hódmező-Vásárhely városoknak törvényhatósági joggal való felruházásáról
- 1873. évi XII. törvénycikk A megyék, kerületek, vidékek és székek közigazgatási árva és gyámhatósági kiadásainak ideiglenes fedezéséről
- 1873. évi XIII. törvénycikk Az első dunagőzhajózási társulat által fizetendő közadókról
- 1873. évi XIV. törvénycikk Az első dunagőzhajózási társulat jövedelem-biztositásának megszüntetéséről, és a pécs-mohácsi vasut visszaváltási határidejének megállapitásáról
- 1873. évi XV. törvénycikk A zalasdi jószág megvásárlásáról
- 1873. évi XVI. törvénycikk A földadóról, a czukoradóról, a bor- és husfogyasztási adóról és a dohányjövedékről szóló törvénycikkek hatályának meghosszabbitásáról
- 1873. évi XVII. törvénycikk A Ferencz-csatorna kiépitése tárgyában az 1870. évi XXXIV. törvénycikkel törvénybe iktatott engedély-okmány módositásáról
- 1873. évi XVIII. törvénycikk A tiszavidéki vasuttársulattal 1865. évi januárhó 16-án kötött szerződés és a jóváhagyási rendeletben foglalt póthatározatok és módositások beczikkelyezéséről
- 1873. évi XIX. törvénycikk A Montenegro fejedelmével 1871. május 25-én kötött postaszerződésről
- 1873. évi XX. törvénycikk A hadsereg és a honvédség lószükségletének fedezéséről mozgósitás esetében
- 1873. évi XXI. törvénycikk Az 1873. évi államköltségvetésről
- 1873. évi XXII. törvénycikk A telepitvényekről
- 1873. évi XXIII. törvénycikk Az első magyar gácsországi vasut kiépitéséről szóló 1869. évi VI. törvénycikkeknek s az azzal beczikkelyezett engedély-okmány némely határozmányainak további módositásáról
- 1873. évi XXIV. törvénycikk A közmunka- és közlekedési magyar kir. minister tárczája részére az 1872. évre megszavazott, de az 1872-ki kezelési évben kifizetés alá nem került összegeknek az 1873. év folyamában leendő igénybe vétele iránt
- 1873. évi XXV. törvénycikk Az osztrák-magyar monarchia közös külügyminiszterének megbizottja és Ő Fensége Montenegro fejedelmének megbizottja által 1872. évi szeptember 23-án a közönséges bűntettesek kölcsönös kiadása iránt megállapitott egyezményről
- 1873. évi XXVI. törvénycikk A magyar leszámitoló- és kereskedelmi bankról
- 1873. évi XXVII. törvénycikk A bánsági határőrvidék és a titeli zászlóalj polgárositásának törvénybe iktatásáról és a polgárositás folytán szükségessé vált más intézkedésekről
- 1873. évi XXVIII. törvénycikk A magyar korona országai közös törvényhozása alá tartozó viszonyoknak a polgárositott határőrvidéki részekben való rendezéséről
- 1873. évi XXIX. törvénycikk A házközösségek rendezése tárgyában 1872. junius 9-én a bánsági határőrvidék és a titeli zászlóalj számára kibocsátott s némely közigazgatási intézmény megváltoztatására czélzó királyi rendelet törvénybe iktatásáról
- 1873. évi XXX. törvénycikk A határőrvidéki lakosokat az ottani államerdőségekben illető erdei szolgalmak megváltásáról
- 1873. évi XXXI. törvénycikk A vakok buda-pesti intézetéről
- 1873. évi XXXII. törvénycikk Az 1868:XLI. törvénycikk 14. §-ának módositásáról
- 1873. évi XXXIII. törvénycikk Százötvenhárom millió o. é. ezüst forintig terjedhető államkölcsönről
- 1873. évi XXXIV. törvénycikk A Magyarország, és Horvát-Szlavon- és Dalmátországok közt fenforgott közjogi kérdések kiegyenlitése iránt létrejött, az 1868. évi XXX. tc. által beczikkelyezett egyezmény némely szakaszainak módositásáról, illetőleg kiegészitéséről
- 1873. évi XXXV. törvénycikk Az 1874. évi államköltségvetésről
- 1873. évi XXXVI. törvénycikk A honvéd-zászlóaljak szaporitása tárgyában
- 1873. évi XXXVII. törvénycikk A magyar korona országaira eső hadjutaléknak a határőrvidék hátralévő részének, jelesen az 1., 2., 3., 4., 7., 8., 9., 10. és 11. számu határőrségi ezredek területének polgárositása folytán való megállapitásáról, illetőleg az 1872:XXXV. tc. módositásáról
- 1873. évi XXXVIII. törvénycikk A magyar sorhadi csapatokhoz és hadi tengerészethez 1874. évben kiállitandó ujoncz- és póttartaléki jutalékok megajánlása tárgyában
- 1873. évi XXXIX. törvénycikk A pénzügyekre vonatkozó jogi szabályok érvényben hagyásáról
- 1873. évi XL. törvénycikk A gömöri iparvasutak költségtöbbletének fedezése iránt